# Gulgastruridae
Gulgastruridae is een familie van springstaarten en telt 1 beschreven soort.

## Taxonomie
- Geslacht Gulgastrura - Yosii, R, 1966[3]
  - Gulgastrura reticulosa - Yosii, R, 1966